# اسمولنسکویه (سرزمین آلتای)
اسمولنسکویه (روسی: Смоленское) یک منطقهٔ مسکونی در روسیه است که در سرزمین آلتای واقع شده‌است.